# Gornje Gare
Gornje Gare (cyr. Горње Гаре) – wieś w Serbii, w okręgu jablanickim, w gminie Crna Trava. W 2011 roku liczyła 57 mieszkańców.